# نيلسون كويفاس
نيلسون رافائيل كويفاس أماريلا (بالإسبانية: Nelson Cuevas)‏، من مواليد 10 يناير 1980 في أسونشيون في باراغواي، لاعب كرة قدم من باراغواي، ويلعب في نادي أمريكا المكسيكي، ومنتخب باراغواي لكرة القدم.
بدأ كويفاس مسيرته الكروية في عام 1998 مع نادي أتلتيكو تمبيتاري، وفي عام 1998 انتقل إلى نادي ريفر بليت الأرجنتيني، ولعب معهم حتى عام 2003، وفي عام 2003 انتقل إلى نادي إنتر شانغهاي، ولعب معهم 17 مباراة وسجل 6 أهداف، وفي عام 2004 انتقل إلى نادي باتشوكا، ولعب معهم حتى عام 2006، وشارك في 55 مباراة وسجل 17 هدف، وفي عام 2006 انتقل إلى نادي أمريكا المكسيكي.
و قد بدأ كويفاس باللعب مع منتخب باراغواي لكرة القدم في عام 1999 وقد شارك في كأس العالم لكرة القدم 2002 وكأس العالم لكرة القدم 2006.

## روابط خارجية
- نيلسون كويفاس على موقع الاتحاد الدولي (مؤرشف)  (الإنجليزية)
- نيلسون كويفاس على موقع قاعدة بيانات كرة القدم.إي يو (الإنجليزية)
- نيلسون كويفاس على موقع ناشيونال فوتبول تيمز (الإنجليزية)
- نيلسون كويفاس على موقع Soccerway.com (الإنجليزية)
- نيلسون كويفاس على موقع عالم كرة القدم.نت (الإنجليزية)
- نيلسون كويفاس على موقع كووورة